# Алексеев, Евсей Алексеевич
Евсей Алексеевич Алексеев (21 декабря 1921 — 10 ноября 1979) — советский артиллерист, в годы Великой Отечественной войны гвардии младший сержант, наводчик орудия 5-й батареи 154-го гвардейского артиллерийского полка 76-й гвардейской стрелковой дивизии 61-й армии Центрального фронта. Герой Советского Союза (15.01.1944), младший лейтенант.

## Биография
Родился в семье крестьянина. Окончил 4 класса, работал в колхозе. В 1940 году призван в Красную армию.
Участник войны с 22 июня 1941 года. Воевал под Одессой, в Сталинграде (в боях за который получил Медаль «За отвагу»), на Курской дуге, участвовал в освобождении Левобережной Украины. Прошёл с боями до Победы. Дослужился до звания младшего сержанта.
В боях с 17 по 21 сентября 1943 года Алексеев уничтожил три вражеских миномета, противотанковое орудие, четыре пулемета и наблюдательный пункт противника. У села Толстолес (Черниговский район Черниговской области) отразил несколько вражеских контратак. 29 сентября огнём прикрывал переправу подразделения через Днепр в районе села Мысы (Репкинский район Черниговской области), участвовал в бою за плацдарм.
Указом Президиума Верховного Совета СССР «О присвоении звания Героя Советского Союза генералам, офицерскому, сержантскому и рядовому составу Красной Армии» от 15 января 1944 года за «образцовое выполнение боевых заданий командования по форсированию реки Днепр и проявленные при этом мужество и героизм» гвардии младшему сержанту Алексееву Евсею Алексеевичу присвоено звание Героя Советского Союза с вручением ордена Ленина и медали «Золотая Звезда».
Вступил в ВКП(б) в июле 1944 года, в 1945 окончил курсы младших лейтенантов 1-го Белорусского фронта.
После войны продолжил службу в рядах вооруженных сил. В 1947 году уволен в запас. Вернулся на родину, где работал механизатором, бригадиром тракторной бригады, мотористом электростанции в совхозе «За мир». Умер 10 ноября 1979 года. Похоронен на кладбище села Мамсинер.

## Награды
- Медаль «Золотая Звезда» Героя Советского Союза (15.01.1944, медаль № 1667)
- Орден Ленина (15.01.1944)
- Медали, в том числе:
  - Медаль «За отвагу»
  - Медаль «За победу над Германией в Великой Отечественной войне 1941—1945 гг.»
  - Юбилейная медаль «Двадцать лет Победы в Великой Отечественной войне 1941—1945 гг.»
  - Юбилейная медаль «Тридцать лет Победы в Великой Отечественной войне 1941—1945 гг.»

## Память
- Мемориальная доска в память об Алексееве установлена Российским военно-историческим обществом на здании Сардаяльской школы Мари-Турекского района, где он учился.